# بتینا ویگمن
بتینا ویگمن (به آلمانی: Bettina Wiegmann) (زادهٔ اکتبر ۱۹۷۱ در ائوسکیرش) هافبک بازنشستهٔ تیم ملی فوتبال زنان آلمان است. وی موفق به زدن ۵۱ گل برای تیم ملی فوتبال زنان آلمان در ۱۵۴ بازی در سال‌های ۱۹۸۹ تا ۲۰۰۳ شده است. او در سال ۱۹۷۷ به‌عنوان بازیکن زن سال فوتبال آلمان انتخاب شد.

## بازی‌ها و گل‌های زده در مسابقات جام جهانی و المپیک
بتینا ویگمن در چهار دورهٔ جام جهانی فوتبال زنان، یعنی۱۹۹۱ چین، ۱۹۹۵ سوئد، ۱۹۹۹ آمریکا و ۲۰۰۳ آمریکا و دو دورهٔ المپیک، یعنی ۱۹۹۶ آتلانتا و ۲۰۰۰ سیدنی حضور داشت و در مجموع، ۳۰ بازی انجام داد و ۱۴ گل زد. او همراه با تیم ملی زنان آلمان، قهرمانی جهان را در ۲۰۰۳ آمریکا، نایب قهرمانی جام جهانی ۱۹۹۵ سوئد و مدال برنز ۲۰۰۰ سیدنی را به دست آورد.